# Anonychomyrma longicapitata
Anonychomyrma longicapitata é uma espécie de formiga do gênero Anonychomyrma.